# 井上直樹
井上 直樹（いのうえ なおき）は、日本の歴史学者。

## 経歴
1972年、兵庫県生まれ。第2期日韓歴史共同研究に委員会研究委員（教科書小グループ）として参加し、「韓国・日本の歴史教科書の古代史記述―問題点とその変遷―」を発表している。

## 著書

### 単著
- 『帝国日本と満鮮史:大陸政策と朝鮮・満州認識』（塙書房、2013年2月）[2]

### 翻訳
- 『渤海の歴史と文化』東北アジア歴史財団編、濱田耕策、赤羽目匡由、一宮啓祥、井上直樹、金出地崇、川西裕也共訳（明石書店、2009年）

## リンク
- CiNii 井上直樹